# Caroline FitzRoy
Lady Caroline FitzRoy, contessa di Harrington (8 aprile 1722 – 26 giugno 1784), è stata una nobildonna inglese.

## Biografia
Era la figlia di Charles FitzRoy, II duca di Grafton, e di sua moglie, Lady Henrietta Somerset, figlia di Charles Somerset, marchese di Worcester.

## Matrimonio
Sposò, l'11 agosto 1746, William Stanhope, II conte di Harrington (18 dicembre 1719–1 aprile 1779), figlio di William Stanhope, I conte di Harrington. Ebbero sette figli:
- Lady Caroline Stanhope (11 marzo 1747-9 febbraio 1767), sposò Kenneth Mackenzie, I conte di Seaforth, ebbero una figlia;
- Lady Isabella Stanhope (1748-29 gennaio 1819), sposò Charles Molyneux, I conte di Sefton, ebbero un figlio;
- Lady Amelia Stanhope (24 maggio 1749-5 settembre 1780), sposò Richard Barry, VI conte di Barrymore, ebbero quattro figli;
- Charles Stanhope, III conte di Harrington (17 marzo 1753–5 settembre 1829)[3];
- Henry Fitzroy Stanhope (29 maggio 1754-20 agosto 1828), sposò Elizabeth Falconer, ebbero due figli;
- Lady Henrietta Stanhope (1756-2 gennaio 1781), sposò Thomas Foley, II barone Foley, ebbero due figli;
- Lady Anna Maria Stanhope (1760-18 ottobre 1834), sposò in prime nozze Thomas Pelham-Clinton, III duca di Newcastle-under-Lyne, ebbero quattro figli, e in seconde nozze Sir Charles Craufurd, non ebbero figli.

Lady Caroline e suo marito erano entrambi noti per le loro relazioni extraconiugali, ma scelsero di rimanere sposati per evitare lo scandalo del divorzio. Secondo quanto riferito, Lady Caroline era bisessuale e aveva relazioni con uomini e donne.

## The New Female Coterie
A causa della sua reputazione piuttosto scandalosa nella società, Lady Caroline è stata esclusa dalla Female Coterie, un gruppo sociale d'élite, affiliato ad Almack's, per i membri dell'alta società londinese. Lady Caroline fondò invece il suo gruppo, The New Female Coterie, che includeva altri membri dell'alta società britannica che erano stati esclusi dall'alta società a causa della loro reputazione, in particolare per le donne che erano state colpevoli di adulterio. Gli incontri si tenevano in un bordello di proprietà di Sarah Prendergast. Seymour Fleming, Lady Worsley, la sorella della nuora di Lady Caroline, era tra i membri del nuovo club.
Lady Caroline è stata soprannominata dalla stampa "Stable Yard Messalina" dalla stampa.

## Ascendenza
|                                              |                                        |                                               | Genitori                                     |  |  | Nonni |  |  | Bisnonni                  |  |  | Trisnonni                 |  |
|                                              |                                        |                                               |                                              |  |  |       |  |  | 8. Carlo II d'Inghilterra |  |  | 16. Carlo I d'Inghilterra |  |
|                                              |                                        |                                               |                                              |  |  |       |  |  | 8. Carlo II d'Inghilterra |  |  | 16. Carlo I d'Inghilterra |  |
|                                              |                                        | 17. Enrichetta Maria di Borbone-Francia       |                                              |  |  |       |  |  | 8. Carlo II d'Inghilterra |  |  |                           |  |
| 4. Henry FitzRoy, I duca di Grafton          |                                        |                                               |                                              |  |  |       |  |  | 8. Carlo II d'Inghilterra |  |  |                           |  |
|                                              |                                        | 9. Barbara Villiers                           | 18. Edward Villiers                          |  |  |       |  |  |                           |  |  |                           |  |
|                                              |                                        | 9. Barbara Villiers                           | 18. Edward Villiers                          |  |  |       |  |  |                           |  |  |                           |  |
|                                              |                                        | 9. Barbara Villiers                           | 19. Frances Howard                           |  |  |       |  |  |                           |  |  |                           |  |
| 2. Charles FitzRoy, II duca di Grafton       |                                        | 9. Barbara Villiers                           |                                              |  |  |       |  |  |                           |  |  |                           |  |
|                                              |                                        | 10. Henry Bennet, I conte di Arlington        | 20. John Bennet                              |  |  |       |  |  |                           |  |  |                           |  |
|                                              |                                        | 10. Henry Bennet, I conte di Arlington        | 20. John Bennet                              |  |  |       |  |  |                           |  |  |                           |  |
|                                              |                                        | 10. Henry Bennet, I conte di Arlington        | 21. Dorothy Crofts                           |  |  |       |  |  |                           |  |  |                           |  |
| 5. Isabella Bennet, II contessa di Arlington |                                        | 10. Henry Bennet, I conte di Arlington        |                                              |  |  |       |  |  |                           |  |  |                           |  |
|                                              |                                        | 11. Elisabetta di Nassau-Beverweerd           | 22. Luigi di Nassau-Beverweerd               |  |  |       |  |  |                           |  |  |                           |  |
|                                              |                                        | 11. Elisabetta di Nassau-Beverweerd           | 22. Luigi di Nassau-Beverweerd               |  |  |       |  |  |                           |  |  |                           |  |
|                                              |                                        | 11. Elisabetta di Nassau-Beverweerd           | 23. Isabella von Horne                       |  |  |       |  |  |                           |  |  |                           |  |
| 1. Caroline FitzRoy                          |                                        | 11. Elisabetta di Nassau-Beverweerd           |                                              |  |  |       |  |  |                           |  |  |                           |  |
|                                              | 12. Henry Somerset, I duca di Beaufort | 24. Edward Somerset, II marchese di Worcester |                                              |  |  |       |  |  |                           |  |  |                           |  |
|                                              | 12. Henry Somerset, I duca di Beaufort | 24. Edward Somerset, II marchese di Worcester |                                              |  |  |       |  |  |                           |  |  |                           |  |
|                                              | 12. Henry Somerset, I duca di Beaufort | 25. Elizabeth Dormer                          |                                              |  |  |       |  |  |                           |  |  |                           |  |
| 6. Charles Somerset, marchese di Worcester   | 12. Henry Somerset, I duca di Beaufort |                                               |                                              |  |  |       |  |  |                           |  |  |                           |  |
|                                              |                                        | 13. Mary Capell                               | 26. Arthur Capell, I barone di Capell Hadham |  |  |       |  |  |                           |  |  |                           |  |
|                                              |                                        | 13. Mary Capell                               | 26. Arthur Capell, I barone di Capell Hadham |  |  |       |  |  |                           |  |  |                           |  |
|                                              |                                        | 13. Mary Capell                               | 27. Elizabeth Morrison                       |  |  |       |  |  |                           |  |  |                           |  |
| 3. Henrietta Somerset                        |                                        | 13. Mary Capell                               |                                              |  |  |       |  |  |                           |  |  |                           |  |
|                                              |                                        | 14. Josiah Child di Wanstead, I baronetto     | 28. Richard Child                            |  |  |       |  |  |                           |  |  |                           |  |
|                                              |                                        | 14. Josiah Child di Wanstead, I baronetto     | 28. Richard Child                            |  |  |       |  |  |                           |  |  |                           |  |
|                                              |                                        | 14. Josiah Child di Wanstead, I baronetto     | 29. Elizabeth Roycroft                       |  |  |       |  |  |                           |  |  |                           |  |
| 7. Rebecca Child                             |                                        | 14. Josiah Child di Wanstead, I baronetto     |                                              |  |  |       |  |  |                           |  |  |                           |  |
|                                              |                                        | 15. Mary Atwood                               | 30. William Atwood                           |  |  |       |  |  |                           |  |  |                           |  |
|                                              |                                        | 15. Mary Atwood                               | 30. William Atwood                           |  |  |       |  |  |                           |  |  |                           |  |
|                                              |                                        | 15. Mary Atwood                               | 31. Mary Hampton                             |  |  |       |  |  |                           |  |  |                           |  |
|                                              |                                        | 15. Mary Atwood                               |                                              |  |  |       |  |  |                           |  |  |                           |  |